# دودمان یازدهم مصر

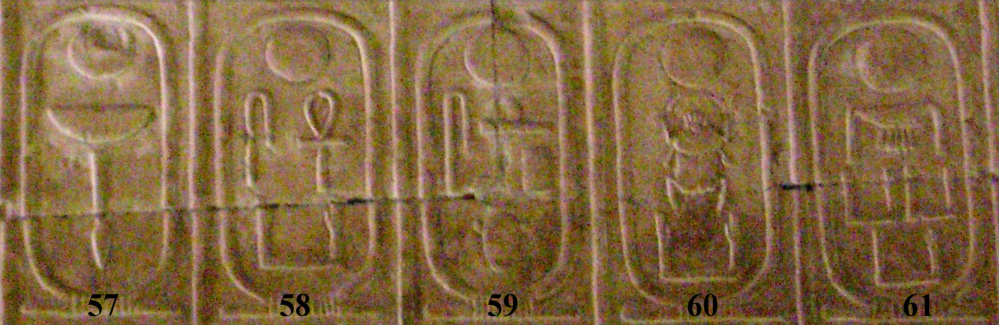
بخش مربوط به نام پادشاهان دودمان یازدهم در فهرست پادشاهان ابیدوس

دودمان یازدهم مصر دودمانی در مصر باستان است که در آن برای نخستین بار نشانه‌هایی از یکپارچگی دوباره مصر پس از دوران پر آشوب میانی دیده می‌شود. این دودمان به همراه پادشاهانش بخشی از پادشاهی میانه مصر طبقه‌بندی می‌شوند. همهٔ فرمانروایان این دوره در شهر تبس اقامت داشتند.
مان‌تو می‌نویسد که دودمان یازدهم از ۱۶ شاه تشکیل شده بود که بر روی هم ١۴٣ سال فرمانروایی کردند. این گفته در تضاد با نوشته‌های پاپیروس تورین است که تعداد فرمانروایان این دودمان را ۷ شاه می‌داند و دوران آن‌ها را روی هم ۱۴۳ سال ذکر می‌کند.

## فرمانروایان
پادشاهان شناخته شدهٔ دودمان یازدهم به شرح زیر هستند:
| نام            | دوران (پ. م.) | شهبانو(ها)                                                                                |
| -------------- | ------------- | ----------------------------------------------------------------------------------------- |
| منتوهوتپ یکم   | ۲۱۳۴ - ؟      | شهبانو نفرو یکم                                                                           |
| اینتف یکم      | -             | -                                                                                         |
| اینتف دوم      | ۲۰۶۹ - ۲۱۱۸   | -                                                                                         |
| اینتف سوم      | ۲۰۶۱ - ۲۰۶۹   | شهبانو یاه                                                                                |
| منتوهوتپ دوم   | ۲۰۱۰ - ۲۰۶۱   | شهبانو تِم شهبانو نفرو دوم شهبانو اشایت شهبانو هن‌هنت شهبانو کاویت شهبانو کمسیت شهبانو ساده |
| منتوهوتپ سوم   | ۱۹۹۸ - ۲۰۱۰   | -                                                                                         |
| منتوهوتپ چهارم | ۱۹۹۱ - ۱۹۹۸   | -                                                                                         |

## نوشتارهای مرتبط
- دوره نخست میانی مصر
- پادشاهی میانه مصر